# Hannes Holm

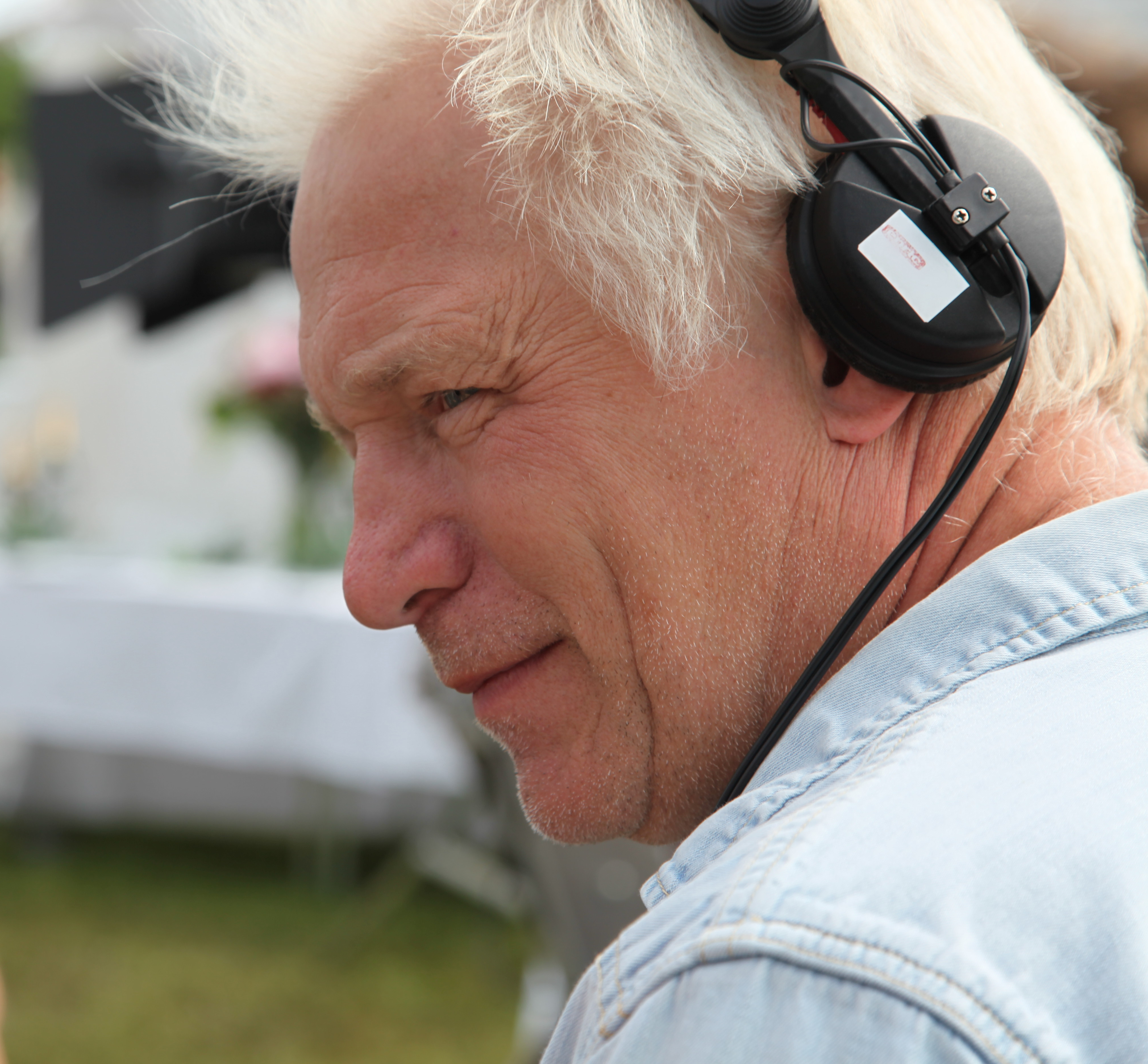
Hannes Holm under inspelning av Sune på bilsemester, 2013.

Hannes Martin Holm, född 26 november 1962 på Lidingö, är en svensk regissör, manusförfattare och skådespelare.

## Biografi
Holm fick sin första filmroll i Birgitta Svenssons långfilm Inter Rail 1981 efter att ha blivit ”upptäckt” på en Gyllene Tider-konsert. Därefter följde en rad TV-serier under 1980-talet som han i allmänhet skapade tillsammans med sin radarpartner Måns Herngren. Flera av serierna var vågade och tänjde på gränserna. Särskilt kan nämnas satirserien Förspelet som slog rekord i antalet radionämndsanmälningar. Serien fälldes för en sketch där ungmoderater med Hitler-mustascher och Palme-karikatyrer på tröjorna klipptes ihop med arkivbilder från Nazityskland. Tenniskomedin S*M*A*S*H med Svante Grundberg, Felix Herngren och Peter Wahlbeck blev en stor publiksuccé men sågades av kritikerna. Serien polisanmäldes även av Björn Borgs gamla tränare Lennart Bergelin. 1987 skapade Holm kultbarnserien Bröderna Olsson med bland annat Ulf Larsson och Klas Fahlen.
Åren 1991–1994 var Hannes Holm biträdande dramachef på SVT Drama. Då gav han bland annat i uppdrag till författaren Ulf Stark att skriva manuset till filmen Kan du vissla Johanna? och var även den som föreslog titeln.
En på miljonen 1995 med Tomas von Brömssen och Gösta Ekman blev hans första långfilm tillsammans med Måns Herngren. En publiksuccé som följdes av flera filmer som ofta var romantiska relationskomedier med en samtidskommenterande twist, bland annat Adam & Eva (1997), Det blir aldrig som man tänkt sig (2000) och Klassfesten (2002).
År 1998 startade han produktionsbolaget s/s Fladenfilm AB tillsammans med Måns Herngren och Patrick Ryborn, ett bolag som producerar långfilm och TV-serier. Bland produktionerna finns bland annat Bombay dreams, Kenny Starfighter och Johan Falk.
År 2007 regisserade Holm publiksuccén Underbar och älskad av alla efter den bästsäljande romanen med samma namn av författaren Martina Haag. 2010 kom den uppmärksammade långfilmen Himlen är oskyldigt blå som är baserad på den sanna berättelsen om det mest uppmärksammande narkotikatillslaget i svensk kriminalhistoria, när den så kallade Sandhamnsligan sprängdes 1975. Filmens huvudroll spelades av Bill Skarsgård  och var baserad på Holm själv. Peter Dalle erhöll en Guldbagge för rollen som ligans ledare, Gösta.
Mellan 2012 och 2014 skrev Hannes Holm manus till tre filmer om barnboksfiguren Sune, och regisserade två av dem. Sune i Grekland – All inclusive (2012) mötte negativ kritik av kritikerna vilket fick Holm att reagera kraftfullt.
Holms film En man som heter Ove (2015) bygger på Fredrik Backmans roman med samma namn. Filmen tilldelades Guldbaggens publikpris och blev Sveriges bidrag i Oscarsgalan 2017.
År 2018 regisserade Holm filmen Ted – För kärlekens skull som skildrar musikern Ted Gärdestads liv. I rollen som Gärdestad fanns Adam Pålsson. Filmen omgavs av ett visst mått av skriveri då Gärdestads barn uttalade att de försökt stoppa filmen.
År 2021 gjorde han långfilm av Tage Danielssons klassiska tecknade kortfilm Sagan om Karl-Bertil Jonssons julafton. I Holms version, med samma namn, är det en spelfilm med Simon Larsson i titelrollen. Holms dotter Sonja spelar även en av huvudrollerna i filmen.
Hannes Holm är ofta aktiv i debatter om svensk filmbransch.
Sedan 2010 är Hannes Holm bosatt i Malmö. Han var i över 20 år gift med filmfotografen och manusförfattaren Malin Holm och tillsammans har de tre döttrar. Paret skilde sig 2024.
År 1998 erhöll Holm Karamelodiktstipendiet.

## Filmografi
| År                                            | Titel                                         | Regi | Manus | Anm.                                        |
| --------------------------------------------- | --------------------------------------------- | ---- | ----- | ------------------------------------------- |
| 1987 – Bröderna Olsson (TV-serie)             | 1987 – Bröderna Olsson (TV-serie)             | Ja   | Nej   |                                             |
| 1990 – S*M*A*S*H (TV-serie)                   | 1990 – S*M*A*S*H (TV-serie)                   | Ja   | Ja    | Manus och regi med Måns Herngren            |
| 1991 – Penetrerings-TV (TV-serie)             | 1991 – Penetrerings-TV (TV-serie)             | Ja   | Ja    | Manus och regi med Måns Herngren            |
| 1995 – En på miljonen                         | 1995 – En på miljonen                         | Ja   | Ja    | Manus och regi med Måns Herngren            |
| 1997 – Adam & Eva                             | 1997 – Adam & Eva                             | Ja   | Ja    | Manus och regi med Måns Herngren            |
| 1998 – Ernst Billgrens kontakt                | 1998 – Ernst Billgrens kontakt                | Ja   | Nej   |                                             |
| 2000 – Det blir aldrig som man tänkt sig      | 2000 – Det blir aldrig som man tänkt sig      | Ja   | Ja    | Manus och regi med Måns Herngren            |
| 2000 – En fot i graven (TV-serie)             | 2000 – En fot i graven (TV-serie)             | Ja   | Ja    | Manus och regi med Måns Herngren            |
| 2002 – Klassfesten                            | 2002 – Klassfesten                            | Ja   | Ja    | Manus och regi med Måns Herngren            |
| 2006 – Varannan vecka                         | 2006 – Varannan vecka                         | Ja   | Ja    | Manus och regi med Måns Herngren            |
| 2007 – Underbar och älskad av alla            | 2007 – Underbar och älskad av alla            | Ja   | Nej   | Manus och regi med Måns Herngren            |
| 2010 – Himlen är oskyldigt blå                | 2010 – Himlen är oskyldigt blå                | Ja   | Ja    |                                             |
| 2012 – Sune i Grekland                        | 2012 – Sune i Grekland                        | Ja   | Ja    | Manus med Anders Jacobsson och Sören Olsson |
| 2013 – Sune på bilsemester                    | 2013 – Sune på bilsemester                    | Ja   | Ja    | Manus med Anders Jacobsson och Sören Olsson |
| 2014 – Sune i fjällen                         | 2014 – Sune i fjällen                         | Nej  | Ja    | Manus med Anders Jacobsson och Sören Olsson |
| 2015 – En man som heter Ove                   | 2015 – En man som heter Ove                   | Ja   | Ja    |                                             |
| 2017 – Delhis vackraste händer (TV-serie)     | 2017 – Delhis vackraste händer (TV-serie)     | Ja   | Ja    |                                             |
| 2018 – Ted – För kärlekens skull              | 2018 – Ted – För kärlekens skull              | Ja   | Ja    |                                             |
| 2021 – Sagan om Karl-Bertil Jonssons julafton | 2021 – Sagan om Karl-Bertil Jonssons julafton | Ja   | Ja    |                                             |
| 2025 – Regnmannen                             | 2025 – Regnmannen                             | Ja   | Ja    | Manus med Jonas Karlsson                    |

Roller
- 1981 – Inter Rail
- 1982 – Mikael 18 år
- 1982 – Avgörandet
- 1984 – Två solkiga blondiner
- 1990 – I skog och mark
- 1990 – S*M*A*S*H (TV-serie)
- 1994 – Bert (TV-serie)
- 1997 – Adam & Eva
- 2007 – Playa del Sol (TV-serie)